# 로키 (노래)
로키(일본어: ロキ)는 일본의 보컬로이드 프로듀서(보카로P)인 미키토P가 보컬로이드 카가미네 린을 이용하여 2018년 2월 27일 발매한 악곡이다. 미키토P도 가창으로 참여하였으며 공개된 악곡에서는 보컬 란에 카가미네 린과 미키와P의 듀엣곡으로 발표하였다.
2018년 11월 18일 미키토P의 동인 앨범인 《DAISAN WAVE》에 수록되었다.

## 평가
2022년 7월 기준 유튜브 동영상은 6,160만회를 돌파하였으며, 니코니코 동화에서는 재생수가 890만회를 돌파하면서 니코니코 동화의 VOCALOID 전설입성을 달성하였다.
일본 JOYSOUND의 2019년 가라오케 연간 재생 순위 22위를 달성하였으며, 보컬로이드 음악 중에서는 샤를에 이어 2위를 달성하였다. 또한 한국의 TJ미디어 2019년 노래방 J-POP 연간 재생 순위 16위를 달성하기도 하였다.

## 커버
2019년 8월 7일, 칸다 사야카와 오가타 메구미의 합작 커버곡으로 "MUSICALOID #38 Act.2" 음반에 발매되었다.
2020년 3월 16일, Afterglow의 미타케 란(사쿠라 아야네 성우), 아오바 모카(미사와 사치카 성우)의 합작 커버곡으로 게임 뱅드림! 걸즈 밴드 파티!에 수록되었다. 이 커버곡은 2020년 12월 21일 발매될 "Poppin'Party,Afterglow,Pastel＊Palettes,Roselia,ハロー、ハッピーワールド！ (헬로, 해피 월드!)RAISE A SUILEN,Morfonica 걸파 보카로 컬렉션" 싱글에 수록되었다.

## 기타 수록
코나미 엔터테이먼트 산하 게임인 팝픈 뮤직 피스, 노스텔지어 Op.3, 사운드 볼텍스 V 및 세가의 게임인 maimai 시리즈, 하츠네 미쿠 -Project DIVA-, 프로젝트 세카이: 컬러풀 스테이지 feat. 하츠네 미쿠, 마벨러스의 게임인 WACCA에 플레이 가능한 악곡으로 수록되었다. 뱅드림! 걸즈 밴드 파티!에서는 보컬 어레인지 곡으로 수록되었다.